# ＃ミトヤマネ
『#ミトヤマネ』は、2023年8月25日に公開された日本映画。監督は宮崎大祐、主演は玉城ティナ。
絶大な人気を誇るカリスマインフルエンサーの女性を主人公に、SNS社会の光と影を描く新感覚ノワール。

## キャスト
山根ミト（ミトヤマネ）
演 - 玉城ティナ
カリスマインフルエンサー。世界中で絶大な人気を誇る。
山根ミホ
演 - 湯川ひな
ミトを陰で支える妹。
田辺キヨシ
演 - 稲葉友
ミトが所属する事務所のマネージャー。
松本弁護士
演 - 片岡礼子
山城紗智子
演 - 安達祐実
女優。
木村
演 - 筒井真理子

その他（役名不詳）
- オラキオ[5]、平原テツ[5]、内野謙太[5]、戸田昌宏[5]

## スタッフ
- 監督・脚本 - 宮崎大祐
- 主題歌 - valknee[6]
- エグゼクティブプロデューサー - 伊藤貴宣、松岡雄浩[5]
- プロデューサー - 服部保彦、大山義人、大木宏斗[5]
- アソシエイトプロデューサー - 石川真吾、加藤優[5]
- キャスティングディレクター - 杉山麻衣[5]
- 撮影監督 - ステファニー・ウェーバー・ビロン[5]
- 照明 - 加藤大輝
- 録音 - 岩崎敢志
- 美術 - 橋本真由子
- スタイリスト - 神田百実
- ヘアメイク - 高橋雅子
- VFX - 三村堅一
- 編集 - 平田龍馬
- サウンドデザイン - 山崎巌
- 助監督 - 窪田祐介
- 制作担当 - 福島伸司
- 記録・通訳 - 稲川月伯
- アシスタントプロデューサー - 伴健治[5]
- ラインプロデューサー - 青木智紀[5]
- 宣伝プロデューサー - 栗谷大輔[5]
- パブリシティ - 福永津々稀
- 製作幹事 - メ〜テレ、CHIPANGU[5]
- 制作 - MAM FILM[5]
- 配給 - エレファントハウス[7]
- 製作 -「#ミトヤマネ」製作委員会